# طاهرية الثانية (إسماعيلية)
طاهرية الثانية (بالفارسية: طاهریه دو) هي قرية وتقع في إيران في قسم إسماعيلية الريفي. يقدر عدد سكانها بـ 165 نسمة بحسب إحصاء 2016.